# Acontia quadriplaga
Acontia quadriplaga là một loài bướm đêm trong họ Noctuidae.